# فرانك بارتوليلو
فرانك بارتوليلو (مواليد 22 ديسمبر 1981) هو مبارز بالسيف أسترالي، مثّل بلاده في الألعاب الأولمبية الصيفية 2004.

## روابط خارجية
فرانك بارتوليلو على موقع الاتحاد الدولي للمبارزة (الإنجليزية)
- فرانك بارتوليلو على موقع أوليمبيديا (الإنجليزية)
- فرانك بارتوليلو على موقع اللجنة الأولمبية الأسترالية (الإنجليزية)